# Герроу (школа)
Школа Герроу (англ. Harrow School) — одна з найвідоміших і найстаріших британських публічних шкіл для юнаків. Навчальний заклад розташований в однойменному лондонському боро.

## Історія

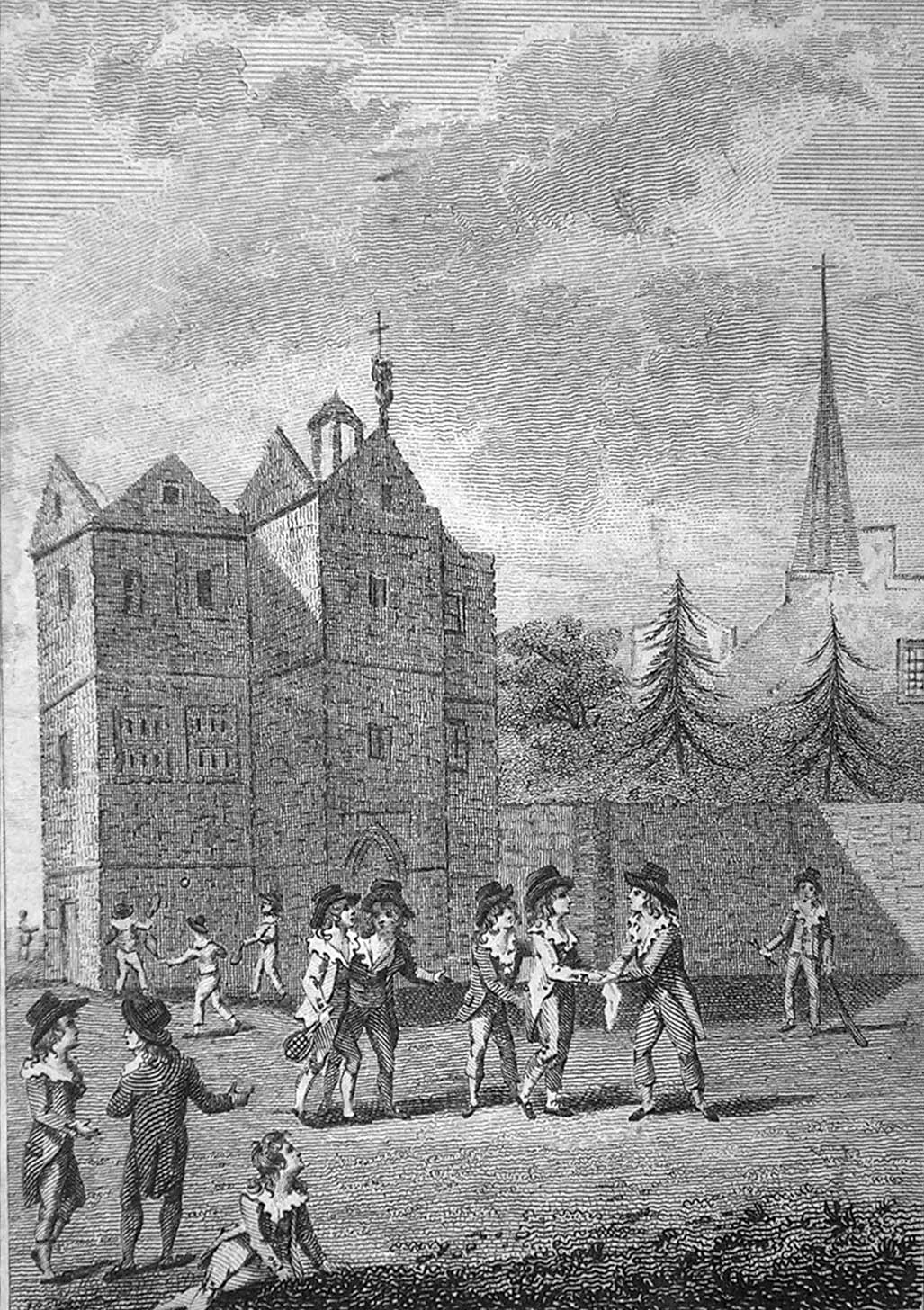
Школа Герроу 1795 року

Школу було засновано 1571 року, за часів правління королеви Єлизавети I, коштом багатого фермера Джона Ліона.

## Освітній процес
На першому році навчання учні вивчають англійську, французьку, латину, математику, біологію, хімію, фізику, історію, географію, мистецтво, музику, релігію, інформатику та дизайн. Найбільш здібні до мов можуть також вивчати грецьку, китайську, німецьку чи іспанську.
Упродовж наступних двох років навчання учні складають іспити з багатьох предметів і до кінця третього року вже мають оцінки з англійської мови та літератури, французької, математики, релігії тощо. В наступному класі учні обирають чотири профільні предмети, на яких вони концентруються; наступного ж року таких основних предметів залишається три. Серед профільних можуть бути Історія мистецтв, технічний дизайн, статистика, фотографія, театральне мистецтво, політичні науки, а також традиційні фізика, хімія, історія, біологія, географія тощо.
Окрім класичної освіти, значна увага в школі приділяється фізичному вихованню. Понад двохсотрічну історію мають, до прикладу, щорічні змагання з крикету, що проводяться між командами Герроу й Ітонського коледжу. Перша зустріч між тими командами відбулась ще 1805 року. Школа Герроу відома також тим, що там було винайдено сквош.

## Висвітлення в ЗМІ
У 2013 році про Герроу розповідалося в серії документальних фільмів телеканалу Sky 1 під назвою «Герроу: дуже британська школа» (англ. Harrow: A Very British School).
У лютому 2016 року актор Лоуренс Фокс заявив, що Герроу погрожувала судовим позовом, щоб завадити йому обговорювати расизм, гомофобію та цькування, з якими він нібито стикався, коли навчався у школі.

## Відомі випускники
- Вінстон Черчилль
- Джордж Гордон Байрон
- Роберт Піль
- Бенедикт Камбербетч
- Генрі Джон Темпл Пальмерстон
- Джавахарлал Неру
- Хусейн бін Талал
- Тамім бін Хамад Аль Тані
- Фейсал II